# Chorągiew husarska koronna Stanisława Jana Jabłonowskiego

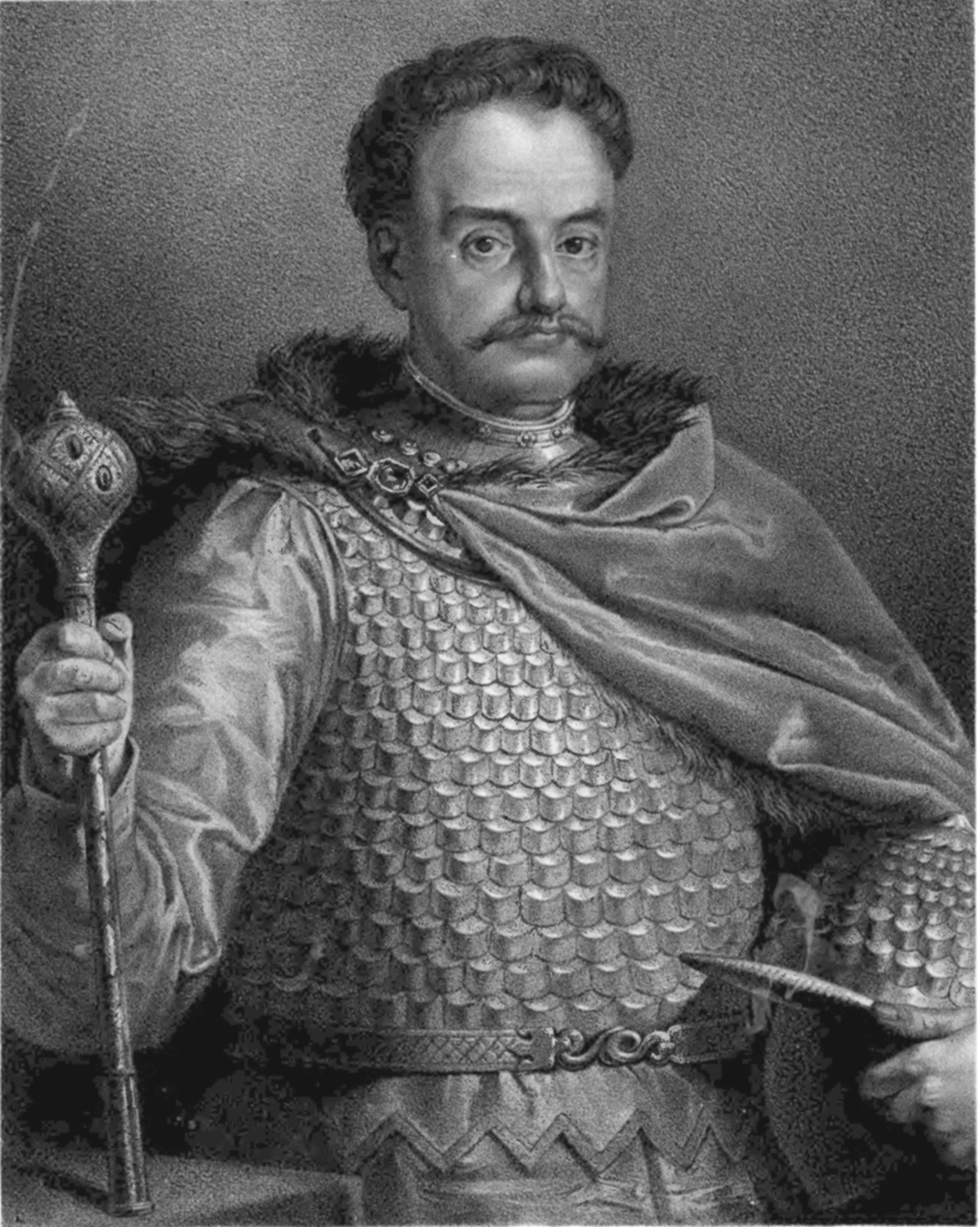
Stanisław Jan Jabłonowski herbu Prus III

Chorągiew husarska koronna Stanisława Jana Jabłonowskiego – chorągiew husarska koronna II połowy XVII wieku, okresu wojen Rzeczypospolitej z Turcją i Rosją.
Fundatorem i patronem chorągwi był hetman wielki koronny Stanisław Jan Jabłonowski herbu Prus III, a faktycznym dowódcą - Michał Florian Rzewuski.
Żołnierze chorągwi znaleźli się w kompucie wojsk koronnych pod Wiedniem w 1683 (200 koni) i wzięli udział w wojnie polsko-tureckiej 1683-1699.